# レインマンズ
レインマンズは、グレープカンパニーに所属するお笑いコンビ、漫才師。

## メンバー
赤瀬（あかせ、1997年6月23日 - ）（28歳）
ボケ・ネタ作り担当、立ち位置は向かって左。
広島県呉市出身。法政大学中退。
身長166 cm、血液型O型、足のサイズ26.5 cm。
趣味は、散歩、エアー散歩。特技は、苦手なものも食べられること。

堀越（ほりこし、1998年6月19日 - ）（27歳）
ツッコミ担当、立ち位置は向かって右。
千葉県千葉市出身。法政大学卒業。
身長177 cm、血液型不明、足のサイズ27.5 cm。
趣味は、競馬、ラジオ鑑賞。特技は、きれいなスクラムが組めること。

## 経歴
共に法政大学のお笑いサークルHOS出身。堀越は同サークルの代表も務めていた。在学中にコンビ「ビデボーイズ」を結成し、大学お笑いの大会などに出場していた。
2021年3月に同大学を卒業後、1年間フリーで活動。2022年3月よりグレープカンパニーに所属。
2022年7月1日を以って「レインマンズ」に改名。

## 賞レースなどでの戦績

### M-1グランプリ
- 2020年 - 1回戦敗退[6]
- 2021年 - 1回戦敗退[6]
- 2022年 - 3回戦進出[6]
- 2023年 - 2回戦進出[6]
- 2024年 - 3回戦進出[6]

### キングオブコント
- 2022年 - 2回戦進出[7]
- 2023年 - 準々決勝進出
- 2024年 - 準々決勝進出

### その他
- 2022年 第43回ABCお笑いグランプリ - 最終予選進出[8]
- 2023年 UNDER5 AWARD2023 - 準決勝進出[9]
- 2024年 UNDER5 AWARD2024 - 準決勝進出[10]
- 2024年 第45回ABCお笑いグランプリ - 最終予選進出
- 2025年 UNDER5 AWARD2025 - 準決勝進出
- 2025年 ツギクル芸人グランプリ - 決勝進出

## 出演
- さらば青春の光 東ブクロの学生芸人YOAKEMAE（ラジオ関西、2022年3月14日〈13日深夜〉[11]）
- キャラダチナイトミュージアム〜MoCA【ゲイニン＆ガチャムク50周年SP展】（フジテレビ、2023年1月24日）